# Paul Mönch
Paul Mönch auch Paul(us) Münch (* 28. Juni 1582 in Schlackenwerth; † 1. September 1637 in Leipzig), war ein deutscher lutherischer Geistlicher.

## Leben
Paul Mönch wurde im böhmischen Schlackenwerth als Sohn des Barthel Mönch geboren. 1600 studierte er an der Universität von Leipzig. Nach der Beendigung seiner Studien war er als Kaplan in Tetschen tätig und seit 1609 Predigergehilfe in Paunsdorf bei Leipzig. Am 13. September 1610 nahm Mönch neben dem ehemaligen Pfarrer von Abertham Gregor Richter die Stelle des zweiten Diakons im böhmischen St. Joachimsthal an, nachdem dort innerhalb eines halben Jahres der Oberpfarrer Theophil Pistorius und zwei Diakone gestorben waren.
Im Zuge der Gegenreformation wurden die drei Joachimsthaler Geistlichen vom zuständigen Hauptmann Christoph Graf von Grünenberg gegen den Willen des Stadtrats im August 1624 gezwungen, ihre Ämter niederzulegen. Der Oberpfarrer Jakob Schober wurde mit seinen Diakonen Gregor Richter und Paul Münch vor die Ratsversammlung geladen. Hier ließen sie die folgende Erklärung verlauten: „...das sie zur Rebellion aufgewiegelt hätten, dessen wüssten sie sich unschuldig, sie hätten Gottes Wort gemäß gelehrt, wie sie es ihrem Stande schuldig sein. Würde der Erzbischof sie bei der augsburgischen Confession belassen, wollten sie sich ergeben. Das man sie aus ihren Wohnung weise geschähe allen unrecht, … (sie) hoffen dass der Rat künftig für sie in ihrer Not sorgen (werde)...“ Eine eintägige Bedenkzeit zur Konversion nutzte Mönch zur Flucht in das benachbarte Oberwiesenthal in Sachsen.
1627 ist er als Diakon in Frankenberg bei Flöha nachgewiesen. Zuletzt war er Pastor an der Johanniskirche in Leipzig, wo er am 25. Dezember 1628 seine Antrittspredigt hielt. Er starb am 1. September 1637 an der Pest.

## Schriften
- Vanitas vanitatum, & omnia vanitas. Christliche Leichpredigt. Bey Leichbegängnüß/ des ... Herrn Matthesen Kattmans des Eltern : Welcher den 14/4 Tag Septembris dieses ... 1613. Jahres ... allhier in S. Joachimbsthal ... eingeschlaffen/ und hernach den 15./5. diß ... bestattet worden / Paulus Mönch. – [Online-Ausg.]. – Wittemberg : Gorman, 1622
- Efficaces In Persecutione Consolationes Das ist: Kräfftige Tröstungen in Verfolgung : Von dem hocherleuchten Apostel Petro in seiner ersten Epistel am 4. Cap. v. 12. 20. angeführet ; Vor diesem bey geruhigen Tagen in ordentlichen Amptspredigten auß Gottes Wort nothdürfftig erkläret; itzo aber in diesen trawrigen Zeiten und Leufften in diese Schrifft zusammen getragen/ mit andächtigen Seufftzern vermehret/ Und Denen betrübten mannigfaltigen Exulanten und verfolgten Christen zum besten/ uff begehren/ in Druck gegeben/ Paul Mönch. – Leipzig : Große, 1629
- Onomasteriis Honoratissimi, Prudentissimiqv̀e Viri, Dn. Leonhardi Hermanni, Reipub. Lips. Senatoris, ac Aedilis, nec non Xenodochiorum Inspectoris dignissimi, meritissimiqve, Votum hoc breve dicat, consecrat/ Paulus Mönch. – [Microfiche-Ausg. des Ex. d. Biblioteka Jagiellońska Sign.: Yf 6812]. – Leipzig, 1635